# Simão Gonçalves da Câmara, 1.º Conde da Calheta
Simão Gonçalves da Câmara (Funchal, 2 de Setembro de 1512 - Funchal, 4 de Março de 1580) foi o quinto capitão-donatário da Capitania do Funchal. Foi agraciado com o título de Conde da Calheta por alvará régio de 20 de Agosto de 1576, sendo o seu primeiro titular.

## Biografia
Nasceu na cidade do Funchal a 2 de Setembro de 1512, sendo filho do quarto capitão do Funchal, João Gonçalves da Câmara, e de D. Leonor de Vilhena, filha de D. João de Meneses, conde de Tarouca.

### Governador de Santa Cruz do Cabo de Gué
Antes de assumir o governo da capitania praticou vários feitos de armas, pelos quais é louvado nas crónicas do tempo, destacando-se o socorro que em 1533 prestou à fortaleza portuguesa de Santa Cruz do Cabo de Gué no Norte de África.
Em Maio de 1533, achando-se a fortaleza cercada pelos mouros do Xerife (Maomé Axeique, ou seu irmão Amade Alaraje), e em perigo de ser tomada, os seus defensores pediram que da Madeira lhes fossem enviado algum socorro, ao que logo Simão Gonçalves, autorizado por seu pai, convidou os principais fidalgos da ilha e organizou um corpo expedicionário de seiscentos homens, embarcando-se de pronto em seis navios com todos os apetrechos de guerra e mantimentos que conseguiu reunir, tudo fazendo à sua própria custa e sem exigir remuneração alguma.
Quando lá chegou, segundo o autor anónimo da Crónica de Santa Cruz, o Xerife já tinha partido. E "ao outro dia, o alevantarão os cavaleiros por capitão da villa" .
Segundo Gaspar Fructuoso, achava-se a praça no último extremo quando ali chegou Simão Gonçalves da Câmara. Conseguiu desbaratar os mouros, infligindo-lhes uma completa derrota, desalojando-os do "Pico" (morro que dominava a villa) onde se tinham instalado com a artilharia e espingardas.
Durante a sua estada nessa fortaleza ( aproximadamente dois mezes) mandou proceder aos reparos das muralhas e outras importantes obras de defesa, de modo a prevenir futuros assaltos dos mouros, "e de tudo de dentro e fora não ficou couza por alimpar". Em 2 de Junho, manda embarcar Pero de Cabreira, Governador de Lanzarote, e os outros canários que tinham também vindo ao socorro de Santa Cruz por a ilha se encontrar mais perto. Em consequência de seus trabalhos, o rei D. João III escreveu uma carta muito honrosa a Simão Gonçalves, agradecendo-lhe os relevantes serviços prestados e elogiando-o pelo feito de armas praticado na defesa do castelo de Santa Cruz.
Voltou então para o Funchal, deixando seu "tio" Rui Dias de Aguiar ( Simão Gonçalves da Câmara era bisneto de João Gonçalves Zarco, e Rui Dias neto do mesmo) suceder-lhe por cinco mezes em Santa Cruz, chegando depois, provavelmente em 16 de Novembro de 1533 o Governador Nomeado pelo rei, D.Guterre de Monroy.

### Governo da Capitania do Funchal
Pouco depois da morte de seu pai, ocorrida em 1536, e de ter herdado a capitania, Simão Gonçalves partiu para Lisboa, aí se demorando alguns anos, e regressando à Madeira já casado e com o filho primogénito ainda de tenra idade, o qual o sucedeu na capitania. Conta Gaspar Frutuoso acerca deste casamento que só quis contrair matrimonio a contento do monarca, o qual realizou com D. Isabel de Mendonça, da casa da Rainha D. Catarina. E acrescenta "que no dia derradeiro de Setembro se fizeram os contratos, e com ela foi hum grande dote estimado em oitenta mil cruzados, que el-rei lhe deu em juro e em dinheiro de contado e em officios, e alem disso a casa do dito capitão fóra da lei mental duas vezes, cousa que raramente se concede, e aos quatro dias do mez de outubro foi o capitão recebido com ella, e trouxe-a para sua casa, acompanhada de toda a côrte, vindo-lhe o infante D. Luiz à parte direita e o arcebispo de Lisboa à esquerda, com todos os fidalgos do reino que estavam presentes“.
Em 1555 voltou ao reino, acompanhado de toda a sua família, segundo Frutuoso "por certos motivos que a isso moveram", deixando seu tio Francisco Gonçalves da Câmara como capitão-donatário do Funchal. Em 1566, estando Francisco Gonçalves como governador interino, deu-se o terrível saque do Funchal pelos corsários franceses, causando terrível carnificina e avultadíssimos prejuízos. Ao tomar conhecimento do ataque corsário, Simão Gonçalves da Câmara mandou imediatamente o seu filho e sucessor à Madeira com prontos socorros, acompanhando a esquadra que o governo metropolitano enviou em perseguição dos franceses. Quando chegaram ao Funchal já os corsários haviam partido, levando dezasseis navios carregados com o que de mais precioso conseguiram encontrar.

### Condado da Calheta
Simão Gonçalves viveu a maior parte do tempo na corte, onde se diz que era muito apreciado, e em 1574 acompanhou D. Sebastião na sua primeira jornada a África. Foi agraciado por este rei, por alvará régio de 20 de Agosto de 1576, com o título de conde da Calheta, tanto em atenção aos seus serviços, como sobretudo em atenção aos serviços prestados pelos seus maiores, e por ser o representante duma tão grande e importante casa.
Intitulava-se O Conde Simão Gonçalves da Camara, do Conselho de El-Rei Nosso Senhor, Capitão e Governador da Justiça na ilha da Madeira e na jurisdição do Funchal, Vedor da sua fazenda em toda a ilha e na do Porto Santo, Senhor das ilhas Desertas, etc. Segundo as Saudades da Terra, além de vários direitos e isenções, tinha quatro contos de renda, montante que corresponderia hoje a uma avultadíssima quantia.
Voltou à Madeira não se sabe em que ano, e achava-se no Funchal em 1578, quando foi acometido dum ataque apoplético, vindo a falecer a 4 de Março de 1580. Foi sepultado na capela-mor da igreja de Santa Clara, conforme se vê na pedra sepulcral descoberta em 1919: "Sepultura de Simão Gonçalves da Camara.......3.º. capitão desta ilha. Aqui jaz Simão Gonçalves da Camara, conde da Calheta e quinto capitão desta ilha."
João Gonçalves da Câmara, o filho herdeiro enviado por Simão Gonçalves à Madeira aquando do saque dos corsários franceses, foi o segundo conde da Calheta, mas gozou desta honraria pouco tempo, vindo a falecer três meses após seu pai, tendo herdando o condado e as honras de capitão do Funchal o seu filho Simão Gonçalves da Câmara, sétimo capitão-donatário do Funchal e terceiro conde da Calheta. Casou com D. Maria de Vasconcelos e Meneses, dama da rainha e filha herdeira de Rui Mendes de Vasconcelos, 1.º Conde de Castelo Melhor, incorporando-se desta maneira o condado da Calheta na Casa de Castelo Melhor.